# الخرطوم (قناة)
الخرطوم قناة سودانية يقع مقرها الرئيسي في أمدرمان ولاية الخرطوم، تٌبث القناة على النايل سات وعرب سات على مدار 24 ساعة في اليوم و7 أيام في الأسبوع.

## تردد القناة
تبث القناة علي القمر الصناعي نايل سات 201 7 درجات غرب.
علي التردد الشبكي 12688، معدل الترميز 27500، القطبية العمودية V، معامل تصحيح الخطاء 5/7

## برامج القناة
تٌقدم القناة برامج ثقافية، رياضية، سياسية، صحية وأسرية، كما تعد من أقدم القنوات السودانية[بحاجة لمصدر]، لكنها وفي المقابل تواجه سوء في جودة الصورة و الصوت كذلك.